# Theodora Komnena (Österreich)

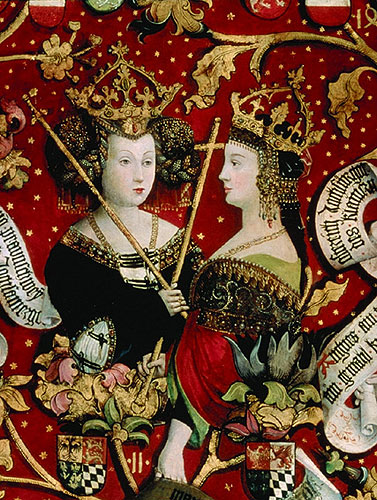
Gertrud (Gertraud), Tochter Kaiser Lothars, (links) und Theodora, Nichte des byzantinischen Kaisers Manuel Komnenos. Erste und zweite Ehefrau von Heinrich II. Ausschnitt aus dem Babenberger-Stammbaum, Stift Klosterneuburg

Theodora Komnena (* um 1134 in Konstantinopel; † 2. Jänner 1184 in Wien) war eine Prinzessin von Byzanz, die die zweite Ehefrau von Heinrich II. Jasomirgott von Österreich aus dem Haus der Babenberger wurde. Durch diese Ehe wurde sie Markgräfin von Österreich (1149–1156), Herzogin von Bayern (1149–1156) und erste Herzogin von Österreich (1156–1177).

## Herkunft
Theodora stammte aus dem Haus der Komnenen, der am längsten regierenden byzantinischen Herrscherfamilie, die zwischen 1057 und 1185 sechs Kaiser von Byzanz und von 1204 bis 1461 die 23 Großkomnene (Μέγας Κομνηνός) des Kaiserreiches Trapezunt stellte.
Sie war eine Tochter des Sebastokrators Andronikos Komnenos (* 1108; † im Herbst 1142) und damit Nichte des Kaisers Manuel I. Komnenos von Byzanz (1143–1180), Enkelin des Kaisers Johannes II. von Byzanz (1118–1143) und der Piroska von Ungarn sowie Urenkelin des Kaisers Alexios I. Komnenos von Byzanz (1081–1118).
Ihre Mutter Eirene Aineiadissa entstammte einer alten byzantinischen Patrizierfamilie. Sie trat 1144 als Witwe in das Pantokratorkloster (heute Zeyrek-Moschee) in Konstantinopel ein, wo sie 1150/1151 verstarb.
Mit ihrem österreichischen Ehemann Heinrich II. Jasomirgott war Theodora verwandt, da beide in weiblicher Linie von Kaiser Heinrich III. (1046–1056) aus dem Haus der Salier abstammten.

## Leben

### Jugend in Konstantinopel
Theodora wuchs in Konstantinopel als Mitglied der kaiserlichen Familie im luxuriösen und kultivierten Umfeld des byzantinischen Hofes auf, der bis 1143 ihrem Großvater Johannes II. Komnenos, Kaiser des Byzantinischen Reiches, unterstand. Dieser war eine bedeutende Persönlichkeit, der seinen Beinamen „Kaloioannes“ (Johann der Schöne) keineswegs wegen seiner physischen Erscheinung, sondern wegen seines Charakters trug, denn nach Wilhelm von Tyrus war er klein, außergewöhnlich hässlich und von so dunkler Hautfarbe, dass man ihn den Mohren nannte. Er war jedoch für Byzanz ein seltenes Beispiel eines Herrschers, der Frömmigkeit, Anspruchslosigkeit, Integrität und Gerechtigkeit mit persönlichem Mut, Organisationstalent und strategischer Begabung verband, so dass er als der byzantinische „Mark Aurel“ bezeichnet wurde. Diese Eigenschaften übertrugen sich auf seine Politik und seine Hofhaltung und ermöglichten es dem Kaiserreich politisch und militärisch wieder zu erstarken und verlorene Territorien wieder zurückzuerobern. Sie prägten zweifellos auch die Jugendjahre Theodoras.
Theodoras Vater Andronikos Komnenos war 1142 nach dem Tod seines älteren Bruders Alexios Komnenos († Sommer 1142) für wenige Tage Kronprinz von Byzanz, starb aber gleichfalls noch vor seinem Vater Kaiser Johannes II. im Herbst desselben Jahres.
Damit stieg Theodoras Bruder Johannes Dukas Komnenos zum Kronprinzen auf. Dieser wurde jedoch wegen seiner Jugend von seinem Großvater Kaiser Johannes II. zugunsten von dessen hochbegabten jüngsten Sohn Manuel I. Komnenos übergangen, der als Kaiser von Byzanz (1143–1180) folgte. Theodora stand jedenfalls sehr nahe am byzantinischen Thron.

### Zweiter Kreuzzug
Entscheidend für ihr weiteres Leben sollte der Zweite Kreuzzug (1147–1148) werden, zu dem – nach der Eroberung der Grafschaft Edessa 1144 durch Zengi, den Herrn von Mosul, und Aleppo – der berühmteste Prediger seiner Zeit, Bernhard von Clairvaux, am 31. März 1146 in Vézelay (Burgund) aufgerufen hatte. Im Heer, das mit dem römisch-deutschen König Konrad III. von Hohenstaufen Ende Mai 1147 von Regensburg aufbrach, befand sich auch der Halbbruder des Königs Heinrich II. Jasomirgott, Markgraf von Österreich, der seit 1143 als Heinrich XI. auch Herzog von Bayern war. In Konstantinopel kam es zu Begegnungen mit der kaiserlichen Familie, da König Konrad III. und Kaiser Manuel I. verschwägert waren (ihre Ehefrauen aus dem Haus der Grafen von Sulzbach waren Schwestern). Dabei verliebte sich Herzog Heinrich, der seit 1143 verwitwet war, in eine Nichte des Kaisers, die erst fünfzehnjährige Prinzessin Theodora.
Die Romanze wurde jedoch von der Fortsetzung des Kreuzzuges – mit der vernichtenden Niederlage der Armee Konrads am 25. Oktober 1147 bei Doryläum (in Kleinasien, nahe dem heutigen Eskişehir (Türkei)) – unterbrochen. König Konrad und Herzog Heinrich überlebten mit etwa 2000 Mann und schlossen sich der nachfolgenden Armee von König Ludwig VII. von Frankreich an. König Konrad erkrankte jedoch im Winter 1147 beim Marsch nach Jerusalem in Ephesos und kehrte auf Einladung von Kaiser Manuel nach Konstantinopel zurück, wo dieser darauf bestand, ihn persönlich medizinisch zu behandeln. Während dieses Besuches wurde das Ehebündnis zwischen der Nichte des Kaisers – Theodora – und dem Halbbruder von König Konrad III. – Herzog Heinrich – vereinbart.
Neuerlich sollte die Fortsetzung des Kreuzzuges die Beziehung der beiden Verlobten unterbrechen.
Statt Nur ad-Din, den Sohn Zengis und Herren von Aleppo, anzugreifen und die Grafschaft Edessa zurückzuerobern, folgte unter König Ludwig VII. von Frankreich und König Konrad III. ein wenig überlegter Versuch der Kreuzfahrer, Damaskus zu erobern, der am 28. Juli 1148 erfolglos abgebrochen werden musste. König Konrad beschloss daher die Heimkehr nach Deutschland, reiste mit seinem Hofstaat am 8. September 1148 von Akkon ab, machte jedoch auf Einladung von Kaiser Manuel I. in Konstantinopel Station, um dort Weihnachten zu feiern. Dort wurde mit großem Gepränge – wohl in der Hagia Sophia – die Vermählung von Theodora mit Herzog Heinrich Jasomirgott gefeiert. Bestürzte Byzantiner brachen jedoch in Tränen darüber aus, dass die liebreizende junge Prinzessin einem so barbarischen Schicksal ausgeliefert wurde – „dem Ungeheuer aus dem Westen als Opfer dargebracht“, wie der Hofdichter Johannes Prodromos voller Mitgefühl an ihre Mutter schrieb. Die Hochzeit diente jedoch insbesondere auch der vollständigen Aussöhnung zwischen dem deutschen und dem byzantinischen Hof.

### Herzogin von Bayern, dann von Österreich
Theodora und Heinrich II. reisten im Gefolge von König Konrad III. im Frühjahr 1149 von Konstantinopel ab.
Als Herzog von Bayern residierte Heinrich II. mit seiner Frau Theodora vorwiegend in seiner bayrischen Residenzstadt Regensburg, wohl aber auch gelegentlich in Wien. In beiden Städten mag Theodora Heimweh nach der Weltstadt Konstantinopel empfunden haben, da es im Westen Europas keine Stadt gab, die sich auch nur entfernt an Größe, Architektur, Reichtum und Kultur mit ihrer Heimatstadt messen konnte.
Im Leben des Herzogspaares ergab sich aus Gründen der Reichspolitik im Jahr 1156 eine entscheidende Wende: Friedrich I. Barbarossa, der 1155 zum Kaiser gekrönt worden war, beschloss, sich mit den Welfen durch die Rückgabe des Herzogtums Bayern wieder auszusöhnen. Es musste daher – möglichst schmerzfrei – seinem Onkel Herzog Heinrich II. Jasomirgott weggenommen werden. Das Konzept dieser Transaktion – die Herzog Heinrich mehrfach zu verhindern suchte – wurde in einer Urkunde des Kaisers, dem so genannten „Priviliegium Minus“ vom 17. September 1156, niedergelegt, das die Grundlage der österreichischen Eigenstaatlichkeit im Mittelalter darstellt.
Demnach musste Herzog Heinrich II. Jasomirgott auf das Herzogtum Bayern verzichten, das sein jüngerer Bruder Leopold IV. von Österreich 1139 bis 1141 und er selbst 1143 bis 1156 regiert hatte, und es an Heinrich den Löwen übergeben.
Dieser übergab seinerseits die Markgrafschaft Österreich an Heinrich, wobei diese zugleich in ein selbständiges Herzogtum Österreich erhoben und Heinrich durch besondere Privilegien entschädigt wurde.
Dank dieser Sonderrechte wurde das Privilegium Minus gelegentlich als „Magna Charta“ des deutschen Territorialstaates bezeichnet.
Die rangmäßige Sonderstellung Theodoras als kaiserliche Prinzessin von Byzanz könnte bei folgenden Punkten eine Rolle gespielt haben:
- Die Belehnung mit dem Herzogtum Österreich erfolgt gemeinsam – nicht nur an Heinrich, sondern zugleich auch an Theodora.
- Die Erbfolge der Kinder ist nicht nur in männlicher, sondern auch in weiblicher Linie vorgesehen.
- Bei Kinderlosigkeit haben Heinrich und Theodora das Recht, das Herzogtum, wem immer sie wollen, zuzuwenden.

Diese Rechte gingen weit über das im Reich Übliche hinaus, insbesondere die „libertas affectandi“, d. h. die freie Wahl eines Nachfolgers bei kinderlosem Tod, die in der damaligen Reichsverfassung einmalig war.
Theodora und Heinrich verließen daher 1156 ihre bisherige Residenz zu Regensburg und machten Wien zur Hauptstadt des neugeschaffenen Herzogtums Österreich.
Da schon Regensburg für Theodora enttäuschend war, sah sich Herzog Heinrich II. veranlasst, Wien, den wohl nicht weniger enttäuschenden neuen Lebensmittelpunkt Theodoras, energisch aufzuwerten, was zweifellos unter ihrer Mitwirkung geschah. Dies war dringend erforderlich, da diese Stadt erst vor knapp zwei Jahrzehnten unter seinem Vater, Leopold III., dem Heiligen, an sein Haus gekommen war.
In Anlehnung an die hochentwickelte theologische und intellektuelle Tradition byzantinischer Klöster stiftete Heinrich 1155 in Wien das Schottenstift, d. h. die „Benediktinerabtei unserer Lieben Frau zu den Schotten“, als geistiges und wissenschaftliches Zentrum sowie als neue Grablege seiner Familie.
Dieses Kloster hatte auch einen Bezug zur alten Residenzstadt in Bayern, da es mit
irischen Mönchen aus dem Schottenkloster St. Jakob in Regensburg besiedelt wurde. Es wurde damals auf einem Hügel außerhalb der westlichen Stadtmauern Wiens an der alten Römerstraße, der heutigen Herrengasse, erbaut. Ihm wurden auch die ältesten Wiener Pfarrkirchen, die Ruprechtskirche und die Peterskirche sowie die Kirche Maria am Gestade, übertragen.
Um die römische Vergangenheit Wiens hervorzuheben, ging man, wie der Historiker Karl Lechner vermutet, noch einen Schritt weiter, indem die in der Stiftungsurkunde aus 1161 enthaltene lateinische Bezeichnung Wiens als „Favie“ mit Rücksicht auf Theodora ausgewählt wurde, um Wien mit dem Favianis der Vita Severini des Eugippius gleichzusetzen. Dies sollte wohl auf die gemeinsamen österreichisch-byzantinischen Wurzeln im antiken Römischen Reich hinweisen. Tatsächlich lag jedoch Favianis nicht in Wien, sondern in der heutigen Stadt Mautern an der Donau.
Die Übersiedlung nach Wien erforderte auch den Neubau einer dem Prestige einer byzantinischen Prinzessin entsprechenden Residenz, die am heutigen Platz „Am Hof“, nahe den alten westlichen – zum Teil noch römischen – Stadtmauern, errichtet wurde. Dank nachfolgender wechselnder Überbauungen ließ sich leider bisher kein archäologischer Nachweis dieses Gebäudes
– und damit auch kein Nachweis über allfällige auf Theodora zurückgehende Stilelemente byzantinischer Architektur – erbringen. Dass die Hofkapelle den Heiligen Pantaleon und Pankratius geweiht war, die beide aus Ostrom stammen, könnte als Geste an Theodora verstanden werden.
Um die gleiche Zeit kam es auch zu einer Stadterweiterung, indem ein Straßendorf östlich vom Stephansplatz, zwischen Wollzeile und Singerstraße bis zur Riemergasse, in die Stadt eingegliedert wurde.
Eine nicht zu vernachlässigende Rolle dürfte Theodora auf kulturellem Gebiet gespielt haben. Wien war dank der Kreuzzüge, die am Landweg erfolgten und sich – in beiden Richtungen – entlang der Donau und an Wien vorbeibewegten, so etwa 1096, 1147 und 1189, neuen Einflüssen ausgesetzt, wodurch auch viele Kulturelemente aus dem Orient Eingang in das Reich und damit in Österreich fanden. Neue Patrozinien für Kirchen kamen in Gebrauch, griechische Literatur und byzantinische Kunstauffassung, besonders in Malerei, Buchkunst, Kunstgewerbe, fanden so Eingang in das Abendland, ebenso wie naturwissenschaftliche, technische mathematische und musikalische Kenntnisse. Dieser byzantinische Einfluss hat sich zweifellos durch die Anwesenheit Theodoras in Wien verstärkt.
Der Umstand, dass eine griechische Prinzessin in Wien residierte, trug wohl auch dazu bei, dass auch der Einfluss griechischer Kultur in Wien spürbar wurde. Es ist wohl auf byzantinischen Einfluss zurückzuführen, wenn man am Hof zu Wien sich nun stärker mit der antiken Vergangenheit Österreichs beschäftigte. Otto I. von Österreich, Bischof von Freising (1138–1158) (jüngerer Bruder von Herzog Heinrich II.), der gleichfalls am Zweiten Kreuzzug teilnahm und Konstantinopel erlebte, hat zweifellos auch von der byzantinischen Geschichtsschreibung Anregungen für sein Werk erhalten, so etwa für die berühmte Chronica sive Historia de duabus civitatibus (Chronik oder Geschichte der zwei Staaten), eine Weltgeschichte in sieben Büchern, die ihn zu einem der bedeutendsten Geschichtsschreiber des Mittelalters machte. Dadurch blühte noch zu Lebzeiten Theodoras die österreichische Geschichtsschreibung auf, da im Stift Melk das Breve chronicon Austriacum Mellicense (über die Geschichte der Familie) und im Stift Klosterneuburg das Chronicon pii marchionis (über das Leben des Markgrafen Leopolds III. von Österreich) verfasst wurden.
Das Leben am Wiener Hof war jedoch für Theodora keineswegs nur dem Ausbau der Stadt und des kulturellen Lebens gewidmet, da die innen- und außenpolitischen Konflikte des Reiches sich auch hier auswirkten, so etwa die 1159 erfolgte zwiespältige Papstwahl, die die Familie spaltete: Ihr Schwager Konrad II. von Österreich unterstützte als Erzbischof von Salzburg (1164–1168) Papst Alexander III., während ihr Mann Herzog Heinrich den Gegenpapst Viktor IV. unterstützte.
Da Herzog Heinrich vielfach in der Umgebung von Kaiser Friedrich I. weilte und ihn, entgegen dem Privilegium Minus, freiwillig auf dessen Kriegszügen begleitete – etwa 1158 und 1162 gegen Mailand und die lombardischen Städte –, übte Theodora während dieser Zeit immer wieder die Regentschaft über das Herzogtum Österreich aus.
Ein wichtiges Ereignis in Theodoras Leben war sicher auch der 1165 erfolgte Besuch von Kaiser Friedrich I. Barbarossa (1155–1190), der sich anlässlich eines Kreuzzugsprojektes zwei Wochen in Wien aufhielt und zugleich Herzog Heinrich einen Eid auf den Gegenpapst Victor IV. schwören ließ. Damals hat Kaiser Friedrich I. zweifellos in der neuen Burg „am Hof“ seinen Aufenthalt genommen.
Ein weiterer wichtiger Besuch in der Residenz Theodoras und Heinrichs in Wien war der von Herzog Heinrich dem Löwen, der im Jahr 1172 eine Pilgerreise in das Heilige Land unternahm und dabei seinen Stiefvater Herzog Heinrich Jasomirgott und Theodora besuchte. Er zog dabei in die „civitas metropolitana Wene“ (Hauptstadt Wien) ein, die damals bereits eine der bedeutendsten deutschen Städte war.
Auch von Problemen mit den Nachbarn blieb das Herzogspaar nicht verschont, obwohl Heinrich und Theodora versuchten, durch eine gezielte Heiratspolitik die unsicheren Grenzen im Osten und Norden ruhigzustellen.
So kam es zum Konflikt mit Böhmen, als Herzog Soběslav II. in den Jahren 1175/76 in Österreich einfiel und das Waldviertel verwüstete. Auch mit dem Königreich Ungarn kam es zum Konflikt, als Herzog Heinrich für einen Bruder seiner Schwiegertochter (Prinz Géza) gegen deren anderen Bruder (König Béla III. von Ungarn) Partei ergriff. (Letzterer war in erster Ehe mit Maria Komnene, einer Cousine Theodoras und Tochter von Kaiser Manuel I., verheiratet und dadurch vorübergehend Kronprinz von Byzanz.)
Im Jahr 1176 schlossen sich die Gegner von Herzog Heinrich zusammen, so dass Soldaten aus Böhmen, Ungarn, Polen und Sachsen in das Herzogtum einfielen.
Auch mit den Markgrafen der Steiermark aus dem Haus der Traungauer gab es wegen Grenzfragen zahlreiche Konflikte, wobei sich Markgraf Ottokar IV. schließlich 1176 der feindlichen Koalition gegen Österreich anschloss.
Eine entscheidende Wende im Leben Theodoras war der Tod ihres Gemahls, Herzog Heinrichs II., der als Folge eines Sturzes vom Pferd bei Melk schwere Verletzungen erlitt, denen er am 13. Jänner 1177 in Wien erlag. Seinem letzten Willen entsprechend, wurde er in einem Hochgrab in der Schottenkirche in Wien beigesetzt. Seit dem 19. Jahrhundert befindet sich sein Grab in der Krypta des Schottenstifts. An der Außenwand der Schottenkirche erinnert eine Statue an ihn.
Die Ehe ihres jüngeren Sohnes, Heinrich von Österreich, mit Richza von Böhmen, die den Friedensvertrag von Eger zwischen Österreich und Böhmen 1179 besiegelte, dürfte das letzte große Ereignis im Leben Theodoras gewesen sein.
Theodora starb sechs Jahre nach ihrem Gemahl, am 2. Jänner 1184, und wurde an der Seite ihres Gemahls bei den Schotten beigesetzt.
Theodora war die erste, nicht aber die letzte griechische Herrscherin von Österreich, da ihr Enkel Herzog Leopold VI. mit Theodora Angela und ihr Urenkel Herzog Friedrich II. der Streitbare mit Eudokia Laskarina weitere byzantinische Prinzessinnen heirateten. Dies unterstreicht den hohen Rang dieses ersten „Hauses Österreich“ und ist ein früher Hinweis auf die historische Brückenfunktion dieses Landes.

## Ehe und Nachkommen
Theodora Komnene vermählte sich um Weihnachten 1149 mit Heinrich II., damals Herzog von Bayern (* c. 1112, † 13. Januar 1177), der 1140 Pfalzgraf am Rhein, von 1141 bis 1156 Markgraf von Österreich, von 1143 bis 1156 Herzog von Bayern und schließlich von 1156 bis 1177 erster Herzog von Österreich war.
Der nominelle Standesunterschied zwischen einer byzantinischen Prinzessin und einem Herzog von Bayern war insofern weitgehend kompensiert, da Heinrich II. ein Halbbruder des römisch-deutschen Königs Konrad III. von Hohenstaufen und über ihn mit dem Onkel Theodoras, Kaiser Manuel I., verschwägert war. Darüber hinaus war Heinrich bereits in erster Ehe mit einer kaiserlichen Prinzessin, Gertrud von Sachsen, einer Tochter des Kaisers Lothar III. von Supplinburg, verheiratet gewesen. Er war daher einer der wenigen Fürsten, die sowohl mit den Herrschern des westlichen als auch mit denen des byzantinischen Kaiserreiches verschwägert waren.
Aus der Ehe Theodoras mit Heinrich II. Herzog von Österreich stammen folgende Kinder:
- Agnes von Österreich, (* 1154, † 1185)

⚭ 1.) 1168 Stephan III. König von Ungarn (1161–1172), aus dem Haus der Árpáden.
⚭ 2.) Hermann II. von Spanheim Herzog von Kärnten, († 1181)
- Leopold V. Herzog von Österreich (1177–1194), Herzog von Steiermark (1192–1194)

⚭ 1172 Ilona /Helene Prinzessin von Ungarn, († 25. Mai 1199), Tochter von König Géza II. von Ungarn
- Heinrich von Österreich, Herzog von Mödling (* 1156, † 11. September 1223), Vogt des Stiftes Sankt Emmeram in Regensburg,

⚭ 1179 Richza Prinzessin von Böhmen, († 19. April 1182), Tochter von König Vladislav II. von Böhmen